# Tomasz Szewczuk
Tomasz Szewczuk (Lubin, 3 dicembre 1978) è un ex calciatore polacco, di ruolo attaccante.